# Sour
Sour — дебютный студийный альбом американской певицы Оливии Родриго, вышедший 21 мая 2021 года на лейблах Interscope и Geffen. Альбом был написан Родриго и её продюсером Дэном Нигро, записан изолированно во время изоляции от COVID-19. Первоначально планировавшийся как мини-альбом, Sour в итоге был расширен до полноформатного альбома после вирусного успеха дебютного сингла Родриго «Drivers License».
Созданный под влиянием любимых жанров и авторов-исполнителей Родриго, Sour — это прежде всего поп- и альт-поп-пластинка, которая охватывает как энергичные поп-панк-песни, так и лоу-фай-поп-баллады. Его тема сосредоточена на подростковом возрасте, неудавшемся романе и душевной боли. Певица сказала, что альбом исследует её опасности и открытия в 17-летнем возрасте, а его название относится к «кислым» эмоциям, которые испытывают молодые люди, но за которые их часто критикуют, например, гнев, ревность и несчастье. Sour сразу после выпуска получил общее признание критиков; рецензии расценили его как солидный дебютный альбом, подчеркнув музыкальную универсальность Родриго, реалистичные тексты и привлекательность для Поколения Z.
Альбому предшествовали три сингла: дебютный сингл Родриго «Drivers License», который занял первое место в чартах многих стран мира, в том числе в американском Billboard Hot 100 (пробыв 8 недель на вершине чарта), «Deja Vu», который достиг в нём восьмого места и, в итоге Родриго стала первым в истории музыкантом, чьи первые два дебютных сингла вошли в лучшую десятку top 10 (Hot 100). А когда третий сингл «Good 4 U» 29 мая 2021 года сразу оказался на вершине Hot 100, Sour стал первым в истории дебютным альбомом, с которого два сингла дебютировали на первом месте в США («Drivers License» и «Good 4 U»). 5 июня Родриго стала первой в истории Hot 100 музыкантом, у которого три песни из дебютного альбома были одновременно в лучшей десятке; кроме того «Traitor» стал четвёртой песней в top-10 (увеличение её же рекорда).
Альбом стал номером один в чартах Австралии, Аргентине, Великобритании, Ирландии, Испании, Канаде, Нидерландах, Новой Зеландии, Норвегии, США и Швеции.

## Об альбоме
Оливия Родриго подписала контракт с Geffen Records, намереваясь выпустить свой дебютный EP в 2021 году. Она написала песню «Drivers License» в соавторстве с её продюсером Дэном Нигро и выпустила её в качестве своего дебютного сингла в январе 2021 года, добившись большого коммерческого успеха. Журнал Billboard объявил его одним из «самых доминирующих» хитов в истории Hot 100. Родриго описала свой дебютный проект во время разговора с Nylon, заявив: «Я хочу, чтобы он был супер универсальным. Моя мечта — сделать так, чтобы он стал пересечением мейнстрима поп, фолк-музыки и альтернативного рока. Мне нравится написание песен, лиризм и мелодии фолк-музыки. Мне нравится тональность альт-рока. Очевидно, я одержима поп-музыкой и поп-исполнителями. Так что я собираюсь попытаться взять все свои влияния … и сделать что-то, что мне нравится».
Она также заявила, что альбом вдохновлен работами некоторых из её любимых авторов-исполнителей, таких как Аланис Мориссетт, Тейлор Свифт и Кейси Масгрейвс. Также для песни «1 Step Forward, 3 Steps Back» был взят сэмпл из песни Тейлор Свифт «New Year’s Day».
Родриго начала выкладывать тизеры сингла в своих аккаунтах в социальных сетях в конце марта 2021 года. 29 марта она объявила, что новый сингл будет называться «Deja Vu», и сообщила дату релиза, который состоится спустя три дня, заверив фанатов, что это объявление не было шуткой на День смеха. В том же посте она представила обложку сингла. Родриго опубликовала три загадочных мерцающих клипа перед объявлением, на которых изображены тающий рожок мороженого, дрейфующие облака и машина, едущая вдоль океана, что Стеффани Ван из Nylon истолковала как отсылку к лирике «Deja Vu».

## Композиция
Sour был описан как поп-музыка, поп-панк, alt-pop,, лоу-фай, с элементами синти-попа, дрим-попа, аль-рока, поп-рока и фолк-рока. Стилистически альбом простирается от энергичного гитарного рока 1990-х годов до нежной акустической баллады с фортепьяно и гитарами. Его песни представляют разные точки зрения на одну сюжетную линию неудавшегося романа. Тексты характеризуются осознанными темами гнева и мести, наряду с неуверенностью и уязвимостью Родриго, с использованием конкретных деталей. Крейг Дженкинс из Vulture классифицировал Sour как «постжанровую» запись, которая материализует цель Родриго выйти за границы музыкальных жанров и объединить их.

## Релиз и продвижение
Sour один из самых ожидаемых релизов 2021 года.
1 апреля 2021 года Родриго объявила в своих записях в социальных сетях, что выпуск Sour запланирован на 21 мая 2021 года. На следующий день начались предзаказы на альбом. 13 апреля Родриго выложила название альбома в своих социальных сетях. В тот же день певица опубликовал трек-лист и обложку альбома. Родриго выразила своё волнение по поводу возможного предстоящего тура в поддержку альбома после завершения пандемии COVID-19. Краткая информация о создании альбома была представлена на предпоказах фильма «На высоте» (2021) в День матери.

### Синглы
Выходу альбома Sour предшествовал выпуск трёх синглов в его поддержку; два из них сразу дебютировали в лучшей десятке top 10 основного американского хит-парада Billboard Hot 100. «Drivers License», вышедший 8 января 2021, стал лид-синглом альбома Sour. Музыкальное видео для него снимал Matthew Dillon Cohen. Песня поставила несколько рекордов, включая рекорд платформы Spotify по наибольшему количеству стримов в сутки среди непраздничных песен, и самые успешные первые недели на Spotify и на Amazon Music. Песня дебютировала на первом месте американского хит-парада Billboard Hot 100 и сделала Родриго самой молодой артисткой, дебютировавшей на его вершине. Он был сертифицирован в двойном платиновом статусе Recording Industry Association of America.
Третий сингл «Good 4 U» был анонсирован через социальные медиа 10 мая 2021 года, и вышел 14 мая.
Родриго также сообщила, что 15 мая выступит с этой песней в программе Saturday Night Live.
В музыкальном видео, снятым Petra Collins, Родриго выступает в роли мстительного школьного чирлидера, и это отсылка на культовые фильмы 2000-х годов «Дневники принцессы» и «Тело Дженнифер». Энергичная песня дала слушателям возможность ощутить другую сторону Sour, в отличие от более медленных и меланхоличных эмоций предыдущих синглов «Drivers License» и «Deja Vu». «Good 4 U» дебютировал на вершине Hot 100, став вторым чарттоппером Родриго в США и вторым из альбома Sour.
Оливия стала первой женщиной, чьи два сингла дебютировали на первом месте в Billboard Global 200 и она первая женщина, с двумя дебютами синглов на № 1 в Hot 100 из дебютного альбома (у Леди Гаги и Карди Би из дебютных альбомов также были два номера один, но не сразу).

### Маркетинг
Родриго впервые исполнила «Drivers License» 4 февраля 2021 года во время вступления на шоу The Tonight Show Starring Jimmy Fallon. Девушка была одета в бежевое платье с кардиганом сидя за пианино. Песня исполнялась совместно с оркестром.
3 мая 2021 Родриго выступила в программе MTV Push с песнями «Drivers License» и «Deja Vu». «Drivers License» была исполнена ею сольно и сидя за электропианино, а «Deja Vu» была исполнена на электрогитаре совместно с группой.
12 мая Родриго исполнила «Drivers License» на церемонии британской музыкальной премии The BRIT Awards. Девушка была одета в красную тунику от французского модного дома Dior. На экране на протяжении всего выступления транслировались бабочки.
Дебют песни «Good 4 U» вместе с «Drivers License» был 15 мая 2021 года во время выступления в программе Saturday Night Live с актёром Keegan-Michael Key в качестве ведущего.
21 мая 2021 на YouTube канале Родриго было опубликовано выступление с акустической версией «Enough for You». 30 июня вышел концертный фильм Sour Prom.
Родриго давала интервью и появлялась на обложках журналов Interview, Elle, The Face, NME, Billboard и Nylon.

### Sour Prom
29 июня 2021 года на аккаунте Родриго на YouTube была показана прямая трансляция концертного фильма под названием Sour Prom, посвящённая успеху альбома Sour. В него вошли песни из альбома, исполненные в разных местах, например, «в задней части лимузина, на танцполе для выпускного вечера, в тёмной комнате и в сопровождении оркестра на футбольном поле». Она также участвовала в «pre-party» Q&A, в котором она ответила на вопросы о создании альбома. Затем она исполнила несколько своих треков Sour, в том числе «Drivers License» и «Good 4 U». После того, как сама Родриго недавно окончила среднюю школу, фильм был охарактеризован как «лучший альтернативный выпускной бал».

## Отзывы
| Совокупная оценка    | Совокупная оценка |
| Источник             | Оценка            |
| -------------------- | ----------------- |
| AnyDecentMusic?      | 7.7/10            |
| Metacritic           | 83/100            |
| Оценки критиков      |                   |
| Источник             | Оценка            |
| The A.V. Club        | A-                |
| Clash                | 8/10              |
| The Daily Telegraph  | [ 15 ]            |
| Entertainment Weekly | A-                |
| The Guardian         | [ 61 ]            |
| The Independent      | [ 62 ]            |
| The Line of Best Fit | 8/10              |
| NME                  | [ 21 ]            |
| Pitchfork            | 7.0/10            |
| Rolling Stone        | [ 25 ]            |
| The Times            | [ 19 ]            |

Альбом получил положительные отзывы музыкальной критики и интернет-изданий. По общему мнению, этот альбом является сильным дебютным альбомом, который делает Родриго новым лицом «поп-музыки поколения Z». Он получил 83 из 100 баллов на интернет-агрегаторе Metacritic на основе 20 полученных рецензий, что означает «всеобщее признание».
Робин Мюррей из Clash назвал Sour «бравурным» поп-заявлением, «отмеченным превосходством от начала до конца». Он охарактеризовал 11 треков как «потенциальные синглы» и похвалил Родриго за смелую лирику, напористое исполнение, назвав её «новейшей иконой поп-музыки и одним из её самых смелых голосов» Татьяна Тенрейро из The A.V. Club назвала его претендентом на лучший поп-альбом 2021 года и подчеркнула, что Sour не имеет второстепенных треков. Она заявила, что каждая песня показывает разные стороны артистизма Родриго, объединяя влияния, но при этом создавая «что-то свежее». Кейт Соломон из газеты I назвала Sour «удивительно совершенным комплексом» и «потрясающим портретом юности». Критик журнала NME Риан Дейли назвал Родриго «многомерным» артистом, который пишет подробные песни, которые «проходят полный цикл от сугубо личных до универсальных».
Нил Маккормик из газеты The Daily Telegraph считает, что Sour превосходит современное музыкальное производство, которое обеспечивает акустико-электронный баланс, сочетая традиционное песенное мастерство Тейлор Свифт, гармонии Лорд и шепчущий вокал Билли Эйлиш с дерзостью Аланис Мориссетт и Аврил Лавин. Микаэль Вуд из Los Angeles Times назвал альбом «безупречной поп-музыкой поколения Z», которая варьируется от бодрящего рока 1990-х до акустической баллады, и «самой самосознательной поп-пластинкой за последнее время». Маура Джонстон из Entertainment Weekly считает, что Sour усиливается грацией и самосознанием Родриго и тем, что она не пытается быть кем-то «следующим», а вместо этого превращает свою жизнь и музыкальные вкусы в многообещающую, «мощную, увлекательную поп-музыку». Критик Rolling Stone Энджи Марточчио написала, что, «помимо своих кумиров и вдохновения, Родриго проложила „путь в совершенно новое царство поп-музыки“ в Sour, где она „без извинений и энтузиазма“ собственный гид».
Крис Уиллиман из журнала Variety назвал Sour «до смешного хорошим» и «откровенно подростковым», нетипичным для большинства певцов-подростков, которые часто пытаются имитировать взрослую музыку. Хваля музыкальное видение Родриго и продюсирование Нигро, Рэйчел Сейвиц в обзоре The Line of Best Fit заявила, что Sour выходит за рамки традиционных жанров, чтобы удовлетворить широкий вкус Родриго. Джон Караманика из The New York Times назвал его «дебютным альбомом с множеством нюансов и зачастую исключительным», в котором в реальном времени рассматриваются меняющиеся перспективы Родриго. Критик Хелен Браун из газеты The Independent считает, что Sour превращает юность 21-го века в повсеместно резонирующие «песни-сказки», и восхищалась «обезоруживающей честностью» Родриго, использующей F-бомбы в отличие от бывших звёзд-подростков, которые «обычно не делают этого». Она добавила, что его органическая музыкальность разрушает «то внешнее, что мы привыкли ожидать от таких глянцевых девушек». Линдсей Золадз из NPR, описал продюсерский стиль Нигро как игривый и атмосферный, «вызывающий своего рода мечтательное внутреннее пространство, в котором кажется, что слушатель подслушивает мысли и впечатления [Родриго]».
Оливия Хорн из Pitchfork назвала альбом «ловкой и слегка хаотичной коллекцией мелодий расставаний, наполненной меланхолией и озорством», с ненормативной лексикой, разрушающей моральные правила, которые ограничивают диснеевских певиц, но считает, что Родриго «больше вкладывается в содержание, чем в ремесло», довольствуясь простыми рифмами и самоочевидными фразами. Рэйчел Ароэсти из The Guardian сказала в своём обзоре, что Sour — это отточенная «поп-эйфория», которая обрабатывает гнев, ревность и недоумение, и «удваивается как один из самых отрадно недостойных альбомов о распаде, когда-либо сделанных», но, тем не менее, большинство из них следует стилю «Drivers License», в результате получился прекрасный и вдумчивый, но без приключений отчет. По словам Криса ДеВилля из Stereogum, лирика Родриго «может показаться отчаянной и незрелой», в то время как темп альбома временами может быть «утомительным занятием», но Sour работает, используя свои недостатки.
Ссылаясь на Sour как на «юношеский тур через горечь расставаний», который ослабевает только тогда, когда он «играется слишком осторожно», Дженесса Уильямс из DIY думает, что Родриго «по-настоящему взлетает», когда она набирает силу, а не преследует себя в «горечи».

## Признание

### Награды и номинации
| Год  | Награда                | Категория            | Результат | Ссылка        |
| ---- | ---------------------- | -------------------- | --------- | ------------- |
| 2021 | People’s Choice Awards | Album of the Year    | Победа    | [ 71 ]        |
| 2021 | American Music Awards  | Favorite Pop Album   | Номинация | [ 72 ]        |
| 2021 | Apple Music Awards     | Album of the Year    | Победа    | [ 73 ]        |
| 2022 | Grammy Awards          | Album of the Year    | Номинация | [ 74 ] [ 75 ] |
| 2022 | Grammy Awards          | Best Pop Vocal Album | Победа    | [ 74 ] [ 75 ] |

### Итоговые годовые списки критиков
Знак ранга «—» означает, что список публикации находится в произвольном порядке, а Sour не имеет численного рейтинга.
| Публикация                | Список                                        | Ранг | Ссылка |
| ------------------------- | --------------------------------------------- | ---- | ------ |
| The Associated Press      | AP’s top albums of 2021                       | —    | [ 76 ] |
| BBC                       | The 21 Best Albums of 2021                    | 3    | [ 77 ] |
| Billboard                 | The 50 Best Albums of 2021: Staff List        | 1    | [ 78 ] |
| Consequence               | Top 50 Albums of 2021                         | 22   | [ 79 ] |
| Entertainment Weekly      | The 10 best albums of 2021                    | 10   | [ 80 ] |
| Esquire                   | The Best Albums of 2021                       | —    | [ 81 ] |
| Exclaim!                  | Exclaim!́s 50 Best Albums of 2021              | 9    | [ 82 ] |
| Genius                    | The Genius Community’s 50 Best Albums of 2021 | 1    | [ 83 ] |
| The Guardian              | The 50 best albums of 2021                    | 8    | [ 84 ] |
| Insider                   | The best albums of 2021                       | 1    | [ 85 ] |
| Los Angeles Times         | The 10 best albums of 2021                    | 2    | [ 86 ] |
| The New York Times        | Jon Caramanica's Best Albums of 2021          | 3    | [ 87 ] |
| The New York Times        | Jon Pareles' Best Albums of 2021              | 8    | [ 87 ] |
| The New York Times        | Lindsay Zoladz’s Best Albums of 2021          | 6    | [ 87 ] |
| NME                       | The 50 best albums of 2021                    | 10   | [ 88 ] |
| The Philadelphia Inquirer | The best albums of 2021                       | —    | [ 89 ] |
| Pitchfork                 | The 50 Best Albums of 2021                    | 21   | [ 90 ] |
| Pittsburgh Post-Gazette   | The 10 best albums of 2021                    | 7    | [ 91 ] |
| PopMatters                | The 75 Best Albums of 2021                    | 15   | [ 92 ] |
| PopMatters                | The 20 Best Pop Albums of 2021                | 1    | [ 93 ] |
| Rolling Stone             | The 50 Best Albums of 2021                    | 1    | [ 94 ] |
| Spin                      | The 30 Best Albums of 2021                    | 4    | [ 95 ] |
| Star Tribune              | Best albums of 2021                           | 1    | [ 96 ] |
| Variety                   | The Best Albums of 2021                       | 7    | [ 97 ] |

## Коммерческий успех
Sour стал самым предзаказываемым альбомом на Apple Music ещё за неделю до его релиза (14 мая 2021 до 20 мая 2021), побив прошлый рекорд  Billie Eilish Happier Than Ever (2021). После релиза Upon release, Sour собрал 385 млн стрим-потоков в первую неделю в  глобальном Spotify — это рекорд для первой недели альбома женщины на этой платформе, то есть больше прошлого достижения (Ariana Grande, Thank U, Next, 2019). Родриго также стала первым музыкантом с четырьмя хитами в десятке лучших чарта Pop Airplay (top 10) из дебютного альбома после  Lady Gaga более десятилетия назад.

### США
После дебюта «Drivers License» и «Good 4 U», сразу занявших первое место в  Billboard  Hot 100, Sour стал первым дебютным альбомом в истории США, две песни с которого дебютировали на вершине чарта (и четвёртым альбомом, сделавшим это в сумме). Также он стал третьим альбомом женщины с двумя дебютами синглов на первом месте Hot 100 после Daydream (Mariah Carey, 1995) и Thank U, Next (Ariana Grande, 2019). Ранее также по два дебюта имел Drake Scorpion (с хитами «God’s Plan» и «Nice for What», 2018); также Cardi B с дебютного Invasion of Privacy имела хиты-чарттопперы («Bodak Yellow (Money Moves)» и «I Like It», 2017-18), но они не сразу попали на вершину.
27 мая 2021 года Sour дебютировал на первом месте американского хит-парада Billboard 200, с показателем в 295 тыс. эквивалентных единиц, включая 72 тыс. копий продаж альбома, 218 тыс. стрим-потоков SEA (что равно 300,73 млн on-demand стримов его 11 песен, то есть аудио- плюс видеопотоки), 4000 трековых единиц TEA (покупки цифровые треков). Это лучший показатель года превышающий Fearless (Taylor's Version) Тейлор Свифт (у неё было 291,000 единиц). Sour показал лучшую стриминговую неделю для дебюта женщины (превысив Invasion of Privacy, Карди Би, 2018) и вторую лучшую для альбома женщин в целом (после 307,07 млн стримов у Thank U, Next Арианы Гранде, 2019).
Все 11 треков альбома Sour появились внутри top 30 чарта Billboard Hot 100 в дату с 5 июня 2021 года. Сразу три песни Родриго были в top 10: «Good 4 U» на втором месте, «Deja Vu» поднялась на третье место, а «Traitor» дебютировала на 9-м месте. В результате Родриго стала первой в истории Hot 100 музыкантом, у которого три песни были одновременно в лучшей десятке из её дебютного альбома; кроме того «Traitor» стал четвёртой песней в top-10 (увеличение её же рекорда).
Песня «Brutal» дебютировала на первом месте рок-чарта Hot Rock & Alternative Songs, став первым дебютом на его вершине после сингла «Cardigan» Тейлор Свифт (2020).
По состоянию на октябрь 2021 года Sour был выпущен в количестве 2,35 миллиона копий в США, что сделало его самым популярным альбомом 2021 года среди женщин и вторым в целом после Dangerous: The Double Album. Sour также является седьмым по продажам альбомом года с тиражом 146 000 копий, и пятым среди альбомов женщин. К октябрю 2021 года тираж Sour достиг 378,000 копий чистых продаж, что стало третьим результатом 2021 года, после альбомов Свифт Evermore и Fearless (Taylor’s Version).
4 сентября 2021 года вышло виниловое издание Sour и он в третий раз вернулся на первое место (5-я неделя его лидерства). Тираж по данным MRC Data составил 133 тыс. эквивалентных единиц (плюс 133 %), включая 84 тыс. копий альбома (плюс 1201 %), из которых 76 тыс. виниловых пластинок (вторая по величине неделя продаж виниловых альбомов с тех пор, как MRC Data начала электронное отслеживание продаж в 1991 году, больше было только у альбома Свифт Evermore, когда в неделю на 3 июня 2021 было продано 102 тыс. виниловых пластинок), а также 48 тыс. стрим-потоков SEA (что равно 69,82 млн on-demand стримов его 11 песен, то есть аудио- плюс видеопотоки), 1000 трековых единиц TEA (покупки цифровые треков).

## Другие страны
В Великобритании альбом дебютировал на первом месте. Родриго стала самой молодой обладательницей «золотого дубля» («Chart Double»), так как её сингл «Good 4 U» также поднялся на первое место официального британского чарта (со второго, на котором он дебютировал неделей раньше). В первую неделю релиза Sour отмечает ряд рекордных достижений. В 18 лет и 3 месяца Оливия становится самым молодым сольным артистом в истории британских чартов, получившим официальный двойник.Он превзошел Foo Fighters, заработав самую большую первую неделю релиза альбома в этом 2021 году, собрав 51 000 продаж в чартах. Это также самая большая первая неделя релиза дебютного альбома за два года после выхода альбома Льюиса Капальди Divinely Uninspired To A Hellish Extent в мае 2019 года. Оливия — первая артистка за шесть лет, получившая двойную награду в официальном чарте со своим дебютным альбомом после альбомов Сэма Смита In the Lonely Hour и синглом «Lay Me Down» в 2015 году. Sour устанавливает новый рекорд стриминга в официальном чарте Великобритании с наибольшим количеством трансляций за первую неделю для дебютного альбома, обогнав обладателя титула Льюиса Капальди. Sour собрал 45,7 миллиона прослушиваний треков за последние семь дней (30 945 продаж в эквиваленте потокового вещания).
Когда трек «Traitor» поднялся до пятого места в UK Singles, Родриго стала первой женщиной в истории с тремя хитами в лучшей пятёрке Топ-5 синглов Великобритании, с «Deja Vu» на № 4 и «Good 4 U» третью неделю на первом месте. Sour пробыл 4 недели на вершине альбомного чарта.
В Австралии Родриго сделала «золотой дубль» («Chart Double»), так как одновременно возглавила как ARIA Albums, так и ARIA Singles — Sour дебютировал под номером 1 в первом альбомном рейтинге, а во втором на вершине был сингл «Good 4 U». Остальные синглы «Drivers License» и «Deja Vu» поднялись на 3 и 5 места соответственно, а трек «Traitor» дебютировал под номером 7; Родриго стала первым артистом со времен Тейлор Свифт в 2020 году, занявшим четыре или более песен в топ-10. Шесть других треков из «Sour» дебютировали в топ-50 чарта.
В Ирландии Sour сразу занял первое место в Irish Albums Chart с самыми большими продажами в первую неделю релиза для любого альбома в 2021 году, превзойдя показатели The Off-Season (J. Cole, 2021). Sour собрал наибольшее количество стримов дебютного альбома в истории за первую неделю, превзойдя When We All Fall Asleep, Where Do We Go? (Билли Айлиш, 2019). Родриго и в Ирландии сделала «золотой дубль», поскольку «Good 4 U» удерживал первое место в Irish Singles Chart вторую неделю подряд. «Deja Vu» поднялся на свою новую вершину под номером 2, в то время как «Traitor» занял 3-е место. Таким образом, Родриго стала первой женщиной, занявшей все три верхних строчки в рейтинге синглов одновременно.

## Список композиций
Альбом включает 11 треков. Большинство песен написаны Оливией Родриго и Dan Nigro, кроме обозначенных; спродюсированы Nigro.
| №                   | Название                       | Автор(ы)                                           | Продюсеры                      | Длительность |
| ------------------- | ------------------------------ | -------------------------------------------------- | ------------------------------ | ------------ |
| 1.                  | «Brutal»                       | Оливия Родриго Dan Nigro [англ.] *                 | Dan Nigro                      | 2:23         |
| 2.                  | «Traitor»                      | Rodrigo Nigro                                      | Dan Nigro                      | 3:49         |
| 3.                  | «Drivers License»              | Родриго Nigro                                      | Dan Nigro                      | 4:02         |
| 4.                  | «1 Step Forward, 3 Steps Back» | Rodrigo Тейлор Свифт Джек Антонофф                 | Nigro Rodrigo [a]              | 2:43         |
| 5.                  | «Deja Vu»                      | Оливия Родриго Dan Nigro Свифт Антонофф Энни Кларк | Dan Nigro                      | 3:35         |
| 6.                  | «Good 4 U»                     | Rodrigo Nigro                                      | Nigro Alexander 23 [англ.] [a] | 2:58         |
| 7.                  | «Enough for You»               | Rodrigo                                            | Nigro Rodrigo [a]              | 3:22         |
| 8.                  | «Happier»                      | Rodrigo                                            | Nigro Rodrigo                  | 2:55         |
| 9.                  | «Jealousy, Jealousy»           | Rodrigo Nigro Casey Smith                          | Nigro Jam City [b]             | 2:53         |
| 10.                 | «Favorite Crime»               | Rodrigo Nigro                                      | Dan Nigro                      | 2:32         |
| 11.                 | «Hope Ur Ok»                   | Rodrigo Nigro                                      | Dan Nigro                      | 3:29         |
| Общая длительность: | Общая длительность:            | Общая длительность:                                | Общая длительность:            | 34:41        |

### Замечание
- Названия всех треков стилизованы строчными буквами.
- ↑  — сопродюсер
- ↑  — дополнительный продюсер
- В треке «1 Step Forward, 3 Steps Back» использован сэмпл из песни «New Year's Day» (2017), написанной Тейлор Свифт и Джеком Антоноффом[10].
- «Deja Vu» интерполирует «Cruel Summer» (2019), написанной Тейлор Свифт, Джеком Антоноффом и Энни Кларк[115].

## Участники записи
По данным из буклета альбома Sour.

### Музыканты
- Оливия Родриго — ведущий и бэк-вокал (все треки), фортепиано (4), акустическая гитара (7), вокальная аранжировка (10)
- Дэн Нигро — электрогитара (1, 2, 5, 6), акустическая гитара (1, 2, 5-7, 10), программирование ударных (1-3, 5, 6, 8-9, 11), синтезатор (1, 3, 6, 8-9), бэк-вокал (1-3, 5, 6, 8, 9, 11), фортепиано (2, 3, 8, 9), Juno 60 (2, 5, 7, 10), орган B3 (2), бас (3-10), перкуссия (3, 5), орган (4, 11), Wurlitzer (5), гитара (8, 9), вокальная аранжировка (10)
- Эрик Серна — бас, электрогитара (1)
- Райан Линвилл — Wurlitzer, дополнительное программирование ударных (1); программирование ударных, синтезатор (2); бас-гитара (2, 11), флейта (5), саксофон (5, 10), дополнительное программирование (8), акустическая гитара (11)
- Пол Картрайт — скрипка, альт (1, 8)
- Jam City — орган, гитара (5); программирование ударных, синтезатор (9)
- Alexander 23 — электрогитара, бас, программирование ударных, бэк-вокал (6)
- Кэтлин — бэк-вокал (8), вокальная аранжировка (10)
- Сэм Стюарт — гитары (11)

### Технический персонал
- Рэнди Меррилл — мастеринг
- Митч Маккарти — микширование звука (1-10)
- Даниэль Нигро — звукозапись и воспроизведение (все треки), сведение (11)
- Райан Линвилл — звукоинженер (7), помощник звукоинженера (6, 10)
- Sterling Laws — запись ударных (5, 9)
- Чис Кайч — запись ударных (5, 9)
- Жасмин Чен — запись ударных (5, 9)
- Дэн Виафор — помощник звукоинженера (3-5, 8, 9, 11)

## Чарты
| Чарт (2021)                         | Высшая позиция |
| ----------------------------------- | -------------- |
| Австралия (ARIA)                    | 1              |
| Австрия (Ö3 Austria)                | 1              |
| Бельгия/Фландрия (Ultratop)         | 1              |
| Бельгия/Валлония (Ultratop)         | 3              |
| Канада (Canadian Albums, Billboard) | 1              |
| Чехия (ČNS IFPI)                    | 1              |
| Дания (Hitlisten)                   | 1              |
| Нидерланды (Album Top 100)          | 1              |
| Франция (SNEP)                      | 8              |
| Германия (Offizielle Top 100)       | 7              |
| Ирландия (Irish Albums Chart)       | 1              |
| Италия (FIMI)                       | 12             |
| Литва (AGATA)                       | 4              |
| Новая Зеландия (Recorded Music NZ)  | 1              |
| Норвегия (VG-lista)                 | 1              |
| Польша (ZPAV)                       | 16             |
| Португалия (AFP)                    | 1              |
| Шотландия (Scottish Albums Chart)   | 1              |
| Испания (PROMUSICAE)                | 1              |
| Швеция (Sverigetopplistan)          | 1              |
| Швейцария (Schweizer Hitparade)     | 3              |
| Великобритания (UK Albums Chart)    | 1              |
| США (Billboard 200)                 | 1              |

| Чарт (2021)                        | Позиция |
| ---------------------------------- | ------- |
| Australian Albums (ARIA)           | 1       |
| Austrian Albums (Ö3 Austria)       | 5       |
| Belgian Albums (Ultratop Flanders) | 3       |
| Belgian Albums (Ultratop Wallonia) | 34      |
| Canadian Albums (Billboard)        | 4       |
| Danish Albums (Hitlisten)          | 5       |
| Dutch Albums (Album Top 100)       | 2       |
| German Albums (Offizielle Top 100) | 29      |
| Irish Albums (IRMA)                | 1       |
| Italian Albums (FIMI)              | 43      |
| Swedish Albums (Sverigetopplistan) | 3       |
| Swiss Albums (Schweizer Hitparade) | 13      |
| UK Albums (OCC)                    | 4       |
| US Billboard 200                   | 2       |

## Сертификации
| Регион | Сертификация          | Продажи   |
| --- | --------------------- | --------- |
| Австралия (ARIA) | 2× Платиновый         | 140 000   |
| Австрия (IFPI Austria) | Платиновый            | 15 000    |
| Бельгия (BEA) | 4× Платиновый         | 80 000    |
| Канада (Music Canada) | 3× Платиновый         | 240 000   |
| Дания (IFPI Danmark) | 2× Платиновый         | 40 000    |
| Франция (SNEP) | Платиновый            | 100 000   |
| Германия (BVMI) | Золотой               | 100 000   |
| Исландия (FHF) | Золотой               | 2,500     |
| Италия (FIMI) | Платиновый            | 50 000    |
| Мексика (AMPROFON) | 4× Платиновый+Золотой | 630 000   |
| Новая Зеландия (RMNZ) | 4× Платиновый         | 60 000    |
| Норвегия (IFPI Norway) | 3× Платиновый         | 60 000*   |
| Польша (ZPAV) | 4× Платиновый         | 80 000    |
| Португалия (AFP) | Платиновый            | 15 000^   |
| Сингапур (RIAS) | Платиновый            | 10 000*   |
| Испания (PROMUSICAE) | Платиновый            | 40 000    |
| Великобритания (BPI) | 2× Платиновый         | 600 000   |
| США (RIAA) | 4× Платиновый         | 4 000 000 |
| * Данные о продажах приведены только на основе сертификации. · ^ Данные о тиражах приведены только на основе сертификации. · Данные о продажах + прослушиваниях приведены только на основе сертификации. |                       |           |

## История релиза
| Регион         | Дата            | Формат                                        | Лейбл                   | Издание     | Каталог        | Ссылка                  |
| -------------- | --------------- | --------------------------------------------- | ----------------------- | ----------- | -------------- | ----------------------- |
| Мир            | 21 мая 2021     | CD кассета цифровые загрузки стриминг Box set | Geffen                  | Стандартное | Разные         | [ 171 ]                 |
| Мир            | 21 мая 2021     | CD                                            | Geffen                  | Делюксовое  | B003378402     | [ 172 ] [ 173 ]         |
| Германия       | 25 мая 2021     | Кассета                                       | Universal Music Germany | Стандартное | 137100         | [ 174 ]                 |
| Япония         | 2 июня 2021     | CD                                            | Universal Music Japan   | Стандартное | UICF-9070      | [ 175 ]                 |
| Япония         | 2 июня 2021     | CD                                            | Universal Music Japan   | Делюксовое  | UICF-9071      | [ 176 ]                 |
| Бразилия       | 2 июля 2021     | CD                                            | Universal Music Brasil  | Стандартное | 26060243807744 | [ 177 ]                 |
| Германия       | 19 августа 2021 | винил, LP (Blue)                              | Geffen                  | Делюксовое  | N/A            | [ 178 ]                 |
| США            | 19 августа 2021 | LP (Urban Outfitters exclusive opaque purple) | Geffen                  | Стандартное | N/A            | [ 179 ]                 |
| Мир            | 20 августа 2021 | винил, LP                                     | Geffen                  | Стандартное | 3810641        | [ 180 ] [ 181 ]         |
| Мир            | 20 августа 2021 | LP (Amazon exclusive transparent violet)      | Geffen                  | Стандартное | N/A            | [ 182 ] [ 183 ] [ 184 ] |
| Мир            | 20 августа 2021 | LP (Blue)                                     | Geffen                  | Делюксовое  | B003382701     | [ 185 ] [ 186 ]         |
| Мир            | 20 августа 2021 | LP (Transparent magenta)                      | Geffen                  | Стандартное | 3811948        | [ 187 ] [ 188 ]         |
| Германия       | 20 августа 2021 | LP (Crystal vellum)                           | Universal Music Germany | Стандартное | 136592         | [ 189 ]                 |
| Германия       | 20 августа 2021 | LP (Transparent magenta)                      | Interscope              | Стандартное | 3811948        | [ 190 ]                 |
| Великобритания | 20 августа 2021 | LP (Crystal vellum)                           | Polydor                 | Стандартное | 3811946        | [ 191 ]                 |
| Великобритания | 20 августа 2021 | LP (Crystal Fuchsia)                          | Geffen                  | Стандартное | 3811948        | [ 192 ]                 |
| США            | 20 августа 2021 | LP (Blue)                                     | Interscope              | Делюксовое  | N/A            | [ 193 ]                 |
| Канада         | 27 августа 2021 | LP (Crystal vellum)                           | Interscope              | Стандартное | B003382301     | [ 194 ]                 |
| Австралия      | 28 августа 2021 | LP (Blue)                                     | Geffen                  | Делюксовое  | B003382701     | [ 195 ]                 |